# Макорженики
 Макорже́ник  (укр. макорженик), макорже́ники (также разг. маторже́ники, маківник) — украинское национальное блюдо, лепёшки (коржики) с маком, обычно употреблялись с добавлением молока, мёда.

## Способ приготовления
Лепёшки готовят на дрожжах или кефире. Дрожжи разводят в тёплой воде, добавляют яйца, растительное масло, сахар, соль, мак, замешивают тесто, постепенно всыпая муку. Из теста делают лепешки, укладывают их на смазанный лист и выпекают в духовке. Готовые лепёшки нарезают кусочками и заливают маково-молочной заливкой . По другому рецепту, к растёртому маку добавляли мёд и муку, из получившейся массы месили тесто и выпекали коржики.
В кулинарной книге Зиновии Клиновецкой «Страви й напитки на Україні» (1913) присутствует рецепт макоржеников из яблок. Нарезанные кольцами яблоки обжаривают в кляре из яиц, сахара и муки. Посыпают готовые макорженики маком.

## См.также
- Шулики